# Nekrolog 1498
Nekrolog
◄◄
| ◄
| 1494
| 1495
| 1496
| 1497
| 1498 | 1499 | 1500 | 1501 | 1502 | ► | ►►
Weitere Ereignisse | Allgemeiner Nekrolog 1498
Die Beschreibung der verstorbenen Person sollte so kurz wie möglich gehalten sein und nur deren signifikante Tätigkeit(en) enthalten.
Neue Namen ggf. auch unter dem Geburts- und Sterbedatum, also etwa unter 1. Januar und im Geburts- und Sterbejahr (2024) eintragen (nur bei entsprechender großer Wichtigkeit). Für Beispiele siehe die schon vorhandenen Artikel.
Außerdem über die fünf zuletzt Verstorbenen, zu denen es einen ausreichend guten Artikel für eine Präsentation auf der Hauptseite gibt, nach der todesbedingten Überarbeitung der Artikel ggf. auch unter Wikipedia Diskussion:Hauptseite informieren und sie am besten auch in den anderen Wikipedia-Sprachversionen eintragen. Tipp: Regelmäßig bei news.google.de nach „ist tot“, „gestorben“ oder „verstorben“ suchen.
Wenn eine Person gestorben ist, gibt es viele Seiten zu dieser Person in der Wikipedia, die davon auch betroffen sind und entsprechend aktualisiert werden müssen. Beispiele: Namenübersichtsseite, Geburtsjahr, Geburtsort-Seiten und viele mehr.
Wie finde ich die betroffenen Seiten?
Im Suchfeld auf der linken Seite gibt man den Suchbegriff so ein: „Vorname Nachname“. Dann klickt man auf Volltext und alle Seiten mit entsprechendem Suchtext werden aufgerufen. Hier sieht man dann schnell, wo auch das Todesjahr Sinn macht oder sogar ein Teil des Artikels angepasst werden muss. Auch hilft das „Werkzeug“ auf der linken Seite sehr gut, um solche Seiten aufzufinden: „Links auf diese Seite“. Somit ist die Wikipedia wieder aktuell in allen Bereichen! Hinweis: bei Eintragung der Kategorie „Gestorben JAHR“ wird der Missbrauchsfilter 49 ausgelöst, was jedoch nicht schlimm ist. Siehe: Spezial:Missbrauchsfilter/49
Dies ist eine Liste von im Jahr 1498 verstorbenen bekannten Persönlichkeiten. Die Einträge erfolgen innerhalb der einzelnen Daten alphabetisch sortiert. Tiere sind im Nekrolog für Tiere zu finden.

## Januar
| Tag        | Name                     | Beruf, bekannt als                                  | Alter | Beleg |
| ---------- | ------------------------ | --------------------------------------------------- | ----- | ----- |
| 12. Januar | Friedrich IV. zu Castell | deutscher Landesherr                                |       |       |
| 20. Januar | Ursula Haider            | Äbtissin der Klarissenklöster Valduna und Villingen |       |       |

## Februar
| Tag         | Name               | Beruf, bekannt als                               | Alter | Beleg |
| ----------- | ------------------ | ------------------------------------------------ | ----- | ----- |
| 4. Februar  | Antonio Pollaiuolo | italienischer Bildhauer, Kupferstecher und Maler |       |       |
| 22. Februar | Simon Lengenberger | sechster Abt der Reichsabtei Ochsenhausen        |       |       |

## März
| Tag      | Name                 | Beruf, bekannt als                                         | Alter | Beleg |
| -------- | -------------------- | ---------------------------------------------------------- | ----- | ----- |
| 7. März  | Simon III. zur Lippe | Fürstbischof von Paderborn                                 |       |       |
| 24. März | Diedrich Hupe        | deutscher Kaufmann und Bürgermeister der Hansestadt Lübeck |       |       |
| März     | Dalibor von Kozojedy | tschechischer Ritter                                       |       |       |

## April
| Tag      | Name       | Beruf, bekannt als               | Alter | Beleg |
| -------- | ---------- | -------------------------------- | ----- | ----- |
| 7. April | Karl VIII. | König von Frankreich (1483–1498) | 27    |       |

## Mai
| Tag     | Name                | Beruf, bekannt als                        | Alter | Beleg |
| ------- | ------------------- | ----------------------------------------- | ----- | ----- |
| 23. Mai | Girolamo Savonarola | italienischer Dominikaner und Bußprediger | 45    |       |

## Juni
| Tag        | Name                    | Beruf, bekannt als             | Alter | Beleg |
| ---------- | ----------------------- | ------------------------------ | ----- | ----- |
| 7. Juni    | Pierre von Roubaix      | Herr von Roubaix               | 82    |       |
| 9. Juni    | Julius Pomponius Laetus | italienischer Humanist         |       |       |
| Trinitatis | Hermann Claholt         | Ratsherr der Hansestadt Lübeck |       |       |

## Juli
| Tag     | Name                | Beruf, bekannt als      | Alter | Beleg |
| ------- | ------------------- | ----------------------- | ----- | ----- |
| 4. Juli | Philipp von Burgund | Admiral der Niederlande |       |       |

## August
| Tag        | Name                  | Beruf, bekannt als                           | Alter | Beleg |
| ---------- | --------------------- | -------------------------------------------- | ----- | ----- |
| 17. August | Stephan Fridolin      | Franziskaner                                 |       |       |
| 23. August | Elisabeth von Spanien | Prinzessin von Spanien, Königin von Portugal | 27    |       |
| 29. August | Louis III. de Rohan   | französischer Adliger und Militär            |       |       |
| August     | Odet d’Aydie          | Admiral von Frankreich                       |       |       |

## September
| Tag           | Name                                 | Beruf, bekannt als                             | Alter | Beleg |
| ------------- | ------------------------------------ | ---------------------------------------------- | ----- | ----- |
| 14. September | Giovanni di Pierfrancesco de’ Medici | Vater von Giovanni dalle Bande Nere            | 30    |       |
| 16. September | Tomás de Torquemada                  | spanischer Großinquisitor                      |       |       |
| 18. September | Giovanni Battista Savelli            | italienischer Kardinal der katholischen Kirche |       |       |
| 24. September | Cristoforo Landino                   | italienischer Humanist und Dichter             | 73    |       |

## Oktober
| Tag         | Name              | Beruf, bekannt als                                       | Alter | Beleg |
| ----------- | ----------------- | -------------------------------------------------------- | ----- | ----- |
| 20. Oktober | Koca Davud Pascha | osmanischer General und Großwesir des Osmanischen Reichs |       |       |

## November
| Tag          | Name                    | Beruf, bekannt als             | Alter | Beleg |
| ------------ | ----------------------- | ------------------------------ | ----- | ----- |
| 19. November | Margarete von Sachsen   | Äbtissin von Seußlitz          |       |       |
| 30. November | Johann I. von Hohnstein | Regent der Grafschaft Honstein |       |       |

## Dezember
| Tag          | Name             | Beruf, bekannt als                                | Alter | Beleg |
| ------------ | ---------------- | ------------------------------------------------- | ----- | ----- |
| 27. Dezember | Alexander Hegius | deutscher Humanist                                |       |       |
| Dezember     | Jost von Silenen | Bischof und Politiker der Alten Eidgenossenschaft |       |       |

## Datum unbekannt
| Tag | Name                             | Beruf, bekannt als                                                                                                  | Alter | Beleg |
| --- | -------------------------------- | --- | ----- | ----- |
|     | Vespasiano da Bisticci           | florentinischer Buchhändler und Verleger                                                                            |       |       |
|     | Giovanni Caboto                  | italienischer Seefahrer und Entdecker                                                                               |       |       |
|     | Anton Dimant                     | Kaufmann und Ratsherr der Hansestadt Lübeck                                                                         |       |       |
|     | Gamareth Fronauer                | österreichischer Söldnerführer und Raubritter                                                                       |       |       |
|     | Georg Feierabend                 | deutscher römisch-katholischer Geistlicher                                                                          |       |       |
|     | Heinrich I.                      | Herzog von Münsterberg, Oels und Steinau sowie Troppau; Graf von Glatz; Besitzer der Herrschaften Hummel und Náchod |       |       |
|     | Joseph ibn Yaḥya ben David       | jüdischer Gelehrter                                                                                                 |       |       |
|     | Jeanne de Laval                  | französische Adelige                                                                                                |       |       |
|     | Richard Ludlow                   | englischer Ritter                                                                                                   |       |       |
|     | John MacDonald, 11. Earl of Ross | schottischer Adeliger                                                                                               |       |       |
|     | Martinus von Biberach            | deutscher Magister                                                                                                  |       |       |
|     | Michael Pacher                   | Südtiroler Maler und Bildschnitzer der Spätgotik                                                                    |       |       |
|     | Diego de San Pedro               | spanischer Dichter und Autor von Romanzen                                                                           |       |       |
|     | Luis de Santángel                | spanischer Höfling, Förderer von Christoph Kolumbus                                                                 |       |       |
|     | Wilhelm Tettauer                 | aus dem Adelsgeschlecht Tettau stammender Heerführer                                                                |       |       |